# Téthys (océan)
Pour les articles homonymes, voir Téthys.
La Téthys (du grec ancien : Τηθύς / Tēthús) est un paléo-océan qui s'est ouvert au cours du Paléozoïque (entre le Cambrien et le Jurassique moyen).

## Phases de formation
On distingue quatre phases dans la formation de la Téthys :
- Entre le Cambrien et le Silurien, parallèlement à l'ouverture de l'océan Rhéique, s'ouvre Prototéthys entre la micro-plaque Baltica et le Gondwana.
- À la fin du Silurien, Baltica, Laurentia et Avalonia se regroupent pour former le supercontinent Laurussia. Laurussia et Gondwana sont alors séparés par un super-océan composé de l'océan Rhéique et de l'océan Paléotéthys.
- Du Dévonien au Carbonifère, Laurussia et Gondwana convergent et finissent par entrer en collision formant la Pangée et l’orogenèse Hercynienne. L'océan Rhéique a alors entièrement disparu en subduction mais Paléotéthys est toujours présent.
- Enfin, une nouvelle phase d'extension s’amorce à partir du Permien avec l'ouverture d'Est en Ouest, dite « en ciseau », de l'océan Téthys (alors qualifié de Néotéthys) entre le Gondwana et la Laurasie[1],[2].

## Disparition de Néotéthys
À la fin du Jurassique, il y a environ 150 millions d’années, un bloc composé des futures plaques antarctique, indienne et malgache se détache du Gondwana ouvrant les proto-océans Mozambique et Somalie. Il y a 91 millions d’années, pendant le Crétacé supérieur, la dynamique mantellique locale et la mise en activité du panache de Marion provoque la séparation de l’Inde et de Madagascar. L'Inde migre alors vers le Nord et l'Eurasie, jusqu'à la collision entraînant la subduction de Néotéthys et la naissance de l'Himalaya. La Téthys perdure toujours entre l'Eurasie et l'Afrique, la Méditerranée en étant un des derniers vestiges. La fermeture récente de l'isthme de Panama, il y a environ 3 millions d'années, entre l'Amérique du Nord et l'Amérique du Sud, signe peut-être aussi cette convergence générale,.

## Théorie historique
En 1883, en se basant sur des fossiles trouvés dans les Alpes et en Afrique, Eduard Suess a proposé la théorie qu'une mer intérieure aurait existé entre les anciens continents du Gondwana au sud et de la Laurasie au nord. À cette époque, ces deux masses continentales formaient un supercontinent unique : la Pangée. Il nomma alors cette mer selon la déesse grecque de la mer Téthys. Quand la théorie de la tectonique des plaques s'est établie dans les années 1960, il est devenu clair que la mer de Suess était en fait un océan. La tectonique des plaques a aussi permis d'identifier les mécanismes qui ont engendré la disparition de cette mer. Lors d'une collision de plaques, la subduction peut forcer une couche océanique à s'enfoncer sous une croûte continentale.